# Icerya menoni
Icerya menoni är en insektsart som beskrevs av Rao 1951. Icerya menoni ingår i släktet Icerya och familjen pärlsköldlöss. Inga underarter finns listade i Catalogue of Life.